# Godfried Schalcken

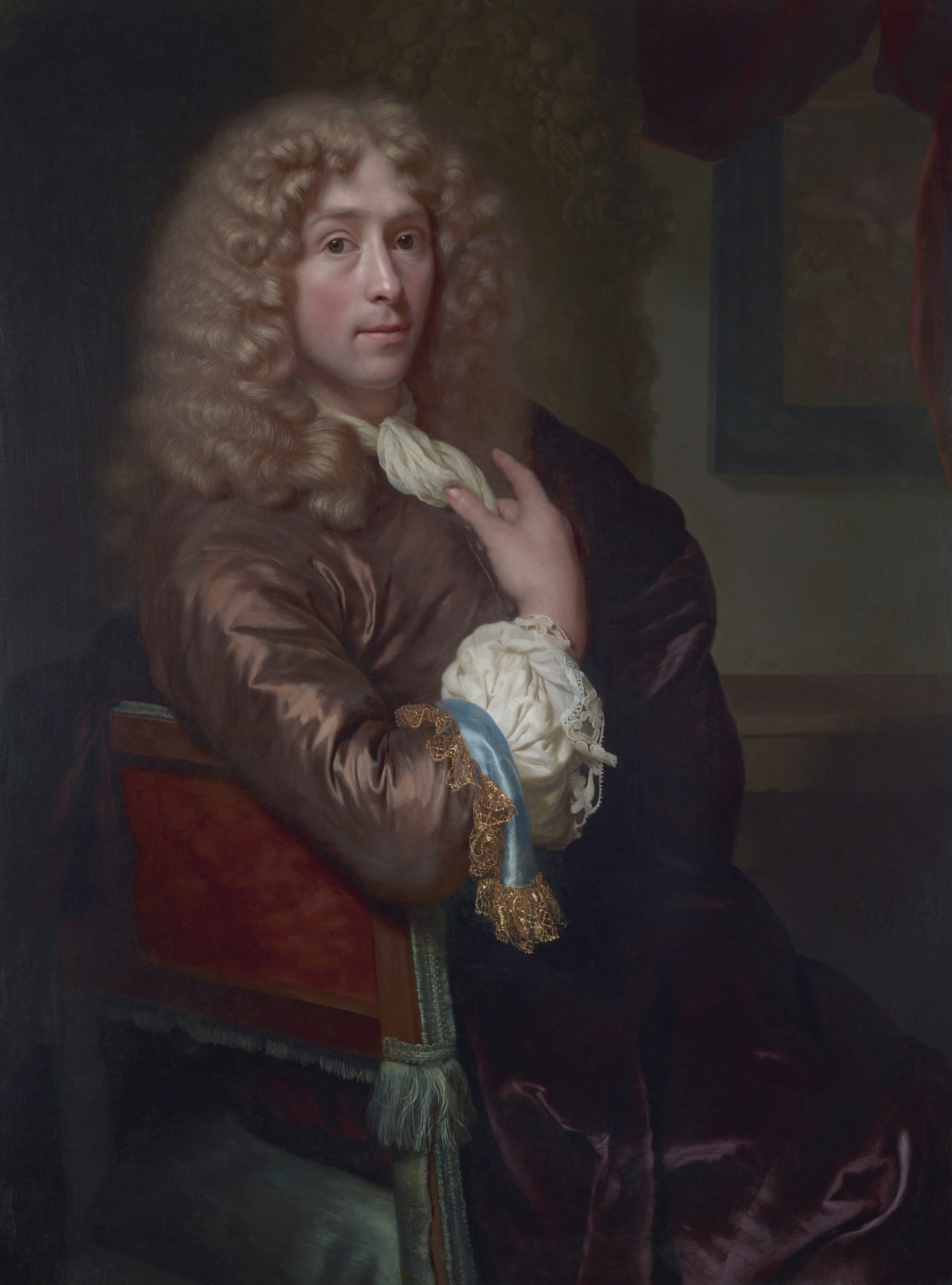
Zelfportret (1679)
Liechtenstein Museum, Wenen

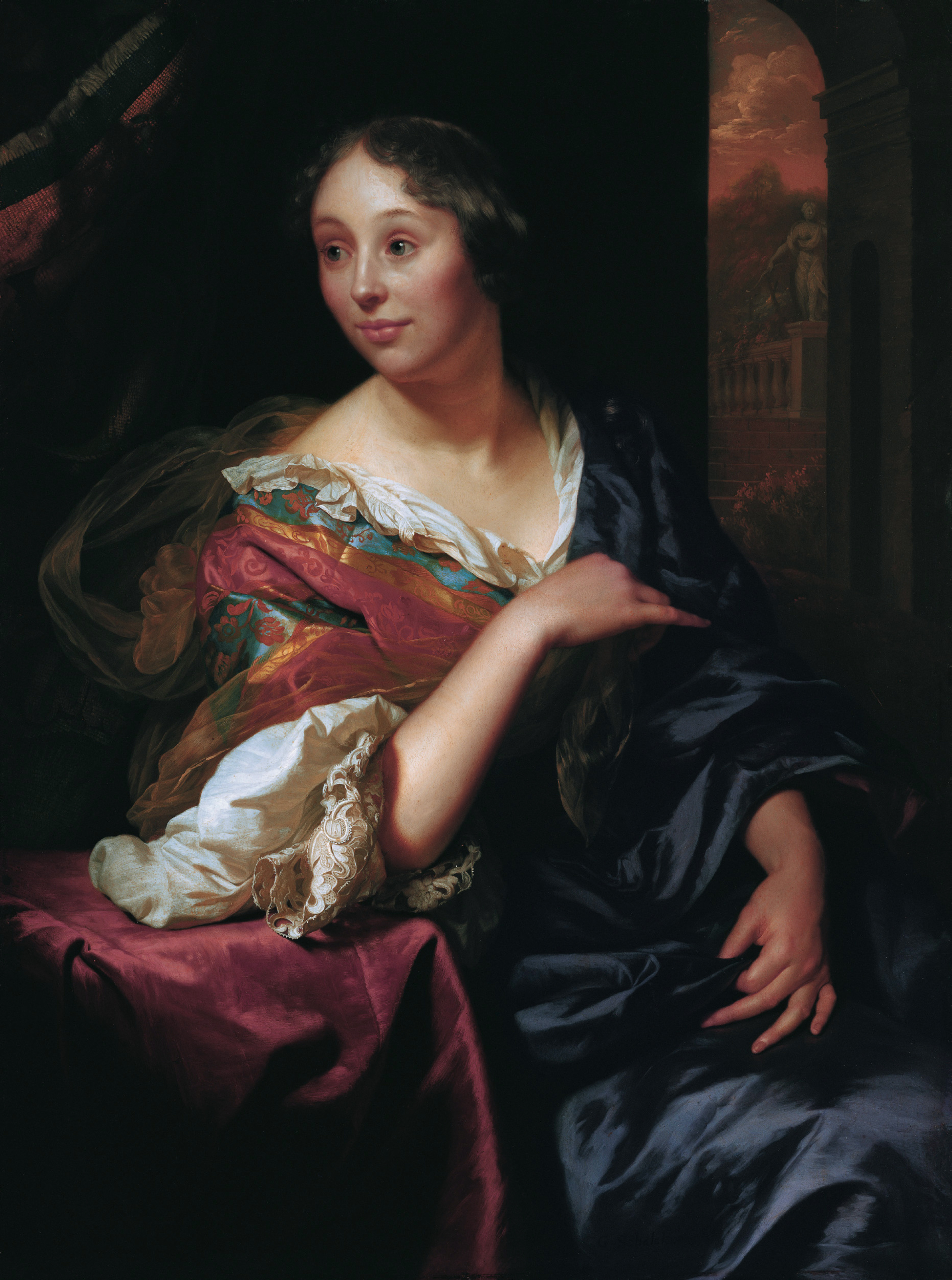
Françoise van Diemen, de echtgenote van Schalken, 1679

Godfried Schalcken (Made, 1643 - Den Haag, 1706) was een Nederlandse schilder.
Schalcken schilderde in de traditie van de Leidse fijnschilders. Hij stond bekend om zijn genrestukken en portretten. Ook genieten zijn historiestukken bekendheid.

## Leven
Godfried Schalcken is geboren in Made. Voordat hij naar Leiden verhuisde, studeerde Schalken bij Samuel van Hoogstraten in Dordrecht. In Leiden zette Schalcken zijn studie voort bij Gerard Dou. Zijn allereerste genrestukken doen denken aan het werk van Dou. In 1675 keerde hij weer terug Dordrecht, om vervolgens te gaan werken in Den Haag. Tussen 1692 en 1697 werkte Schalken nog enige tijd in Engeland, maar kon daar niet goed aarden. In 1703 werkte hij voor Johan Willem van de Palts in Düsseldorf. 
Schalcken schilderde verschillende portretten waaronder een van Willem III van Oranje (Rijksmuseum). Net als Dou, was Schalken gespecialiseerd in het schilderen van kleine settings bij kaarslicht. Voorbeelden van zijn werk hangen in Buckingham Palace, het Louvre en in het Liechtenstein Museum in Wenen. 

## Galerij

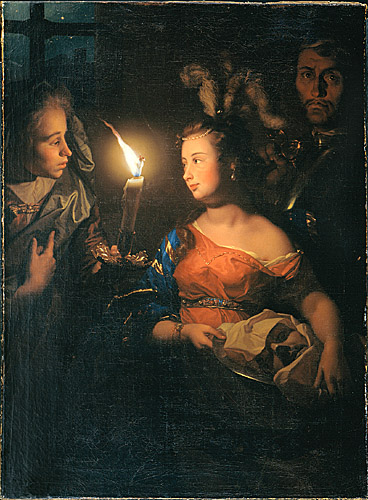
Salome, ca. 1700
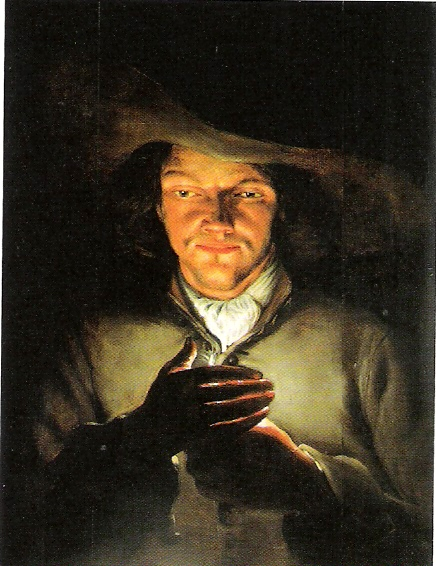
Man met brandende kaars, 1700
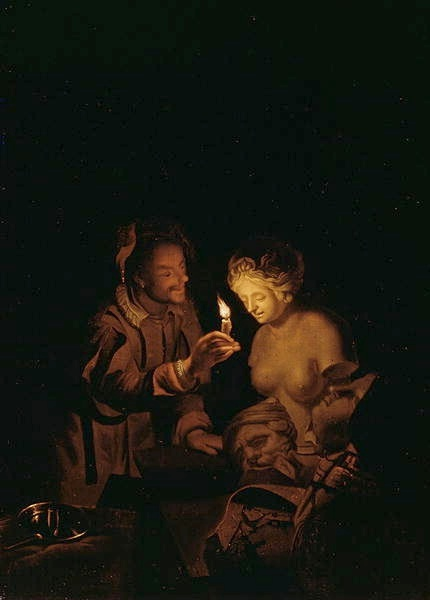
Pygmalion
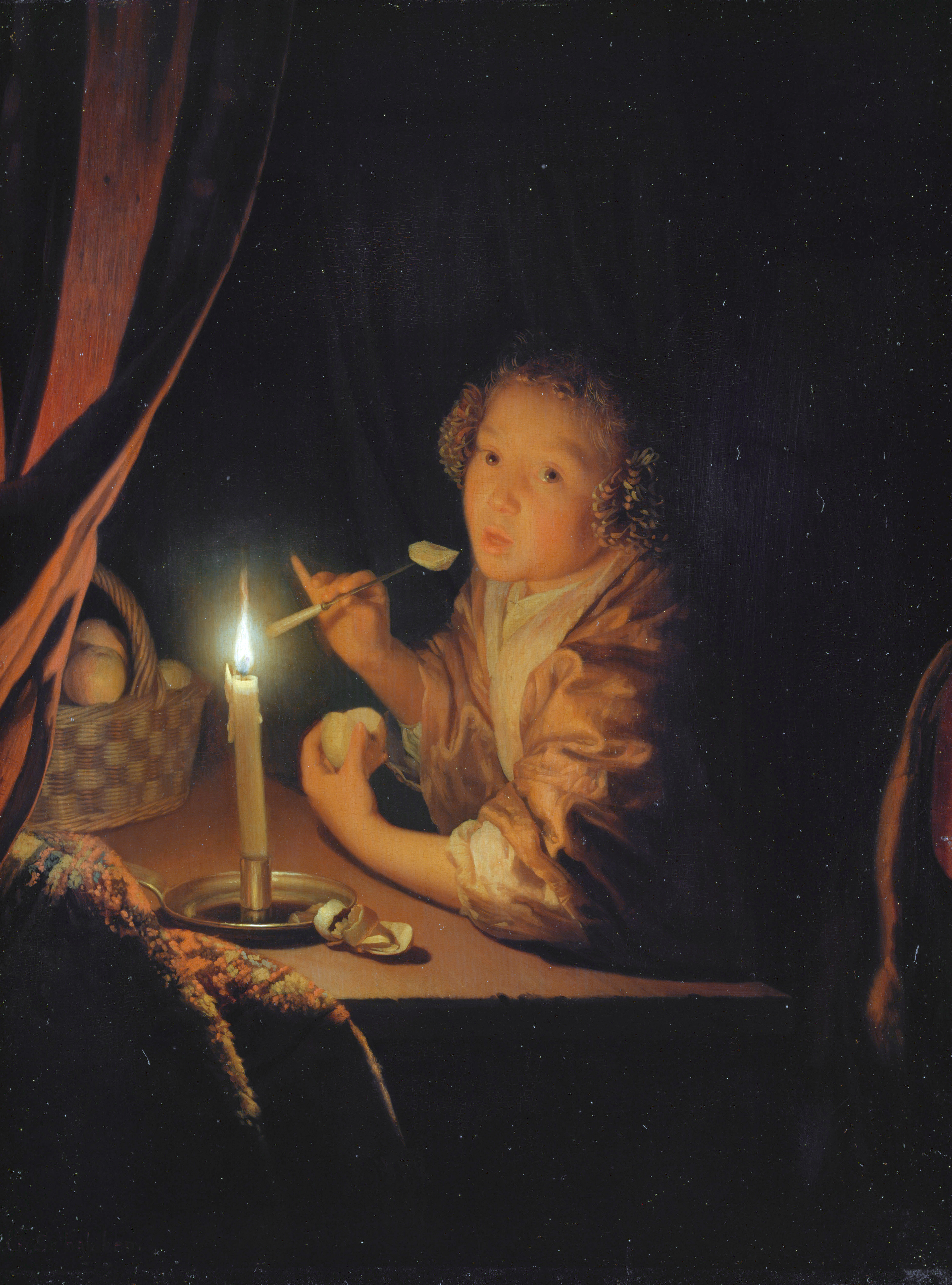
Appel etend meisje (1675-1680)
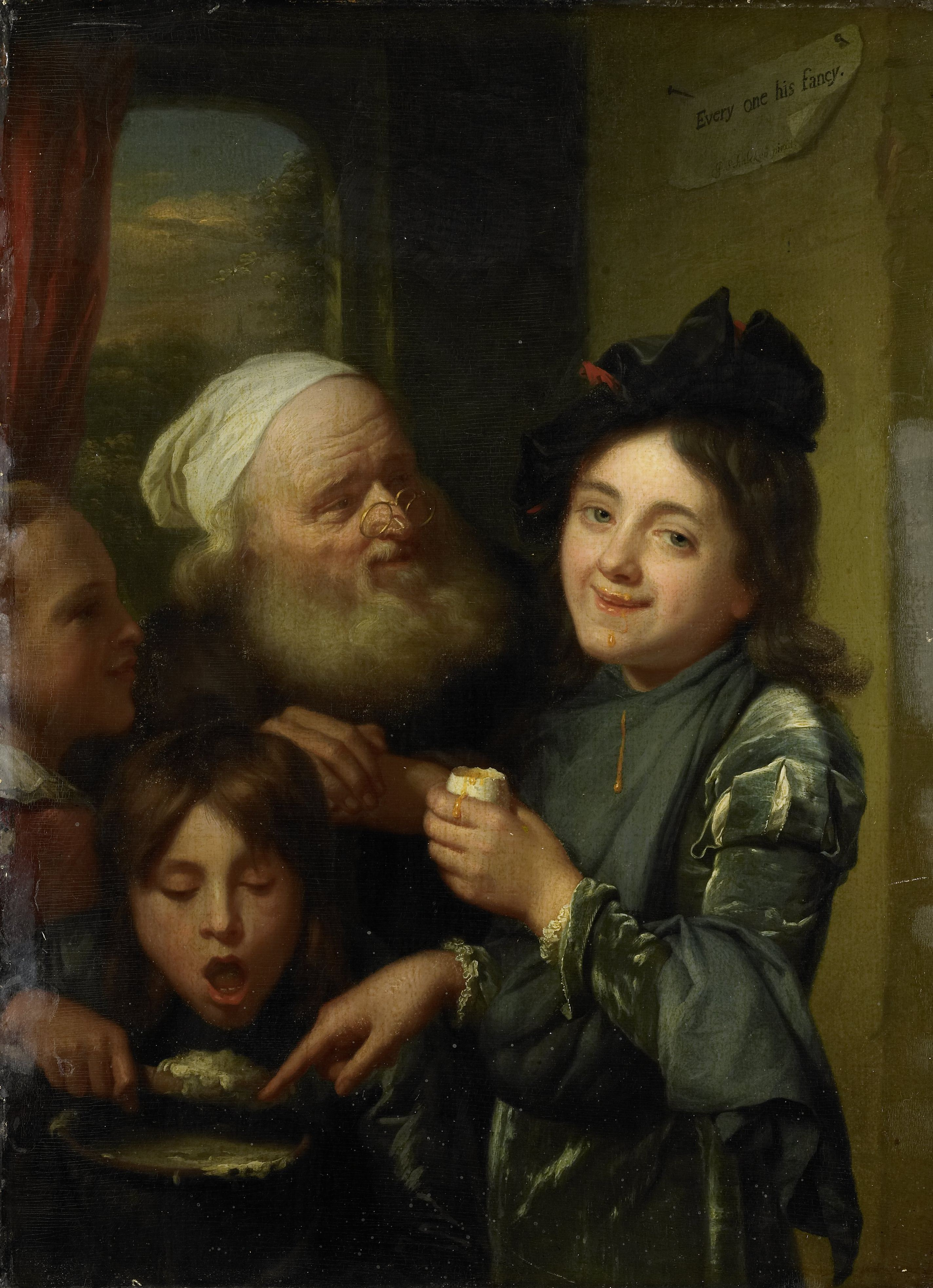
Elk zijn meug, ca. 1670-1675. Rijksmuseum Amsterdam